# Davi Sacer
Davi Sacer, nome artístico de Davi Amorim de Oliveira (Nova Iguaçu, 30 de novembro de 1975) é um cantor, compositor e multi-instrumentista de música cristã contemporânea. É notório por ter sido vocalista e um dos principais compositores das bandas Toque no Altar e Trazendo a Arca.
Durante os seus anos de carreira, Davi formou com o cantor Luiz Arcanjo uma das mais bem-sucedidas parcerias do segmento evangélico. Autores de canções como "Restitui", "Marca da Promessa", "Tua Graça me Basta", "Olha pra Mim" e "O Chão Vai Tremer", alcançaram significativa relevância juntos como compositores e intérpretes. Como integrante do Trazendo a Arca, Sacer gravou álbuns de notoriedade no cenário evangélico – como Toque no Altar (2003), Deus de Promessas (2005), Olha pra Mim (2006) e Marca da Promessa (2007) –, todos sucessos de público e crítica. Em abril de 2010, deixou o grupo e, em 2020, se reuniu com a formação original para gravar o álbum O Encontro, seu último projeto com a banda.
Iniciou carreira solo em 2008, ainda como integrante do Trazendo a Arca, com o álbum Deus não Falhará. Mais tarde, continuou lançando álbuns com músicas como "Venha o Teu Reino", "Confio em Ti" e "Meu Abrigo", que ganharam espaço em paradas musicais evangélicas. Como artista solo, foi indicado ao Troféu Promessas e vencedor três vezes no Troféu Talento. O artista é casado com Verônica Sacer, que o acompanha em seus eventos e viagens, cantando em dueto e sendo vocal de apoio do cantor. Juntos, o casal possui dois filhos, Breno e Maressa.

## Infância e juventude
Davi é o filho caçula numa família de onze irmãos, e seus pais são Maria dos Anjos e Abrahão, que é pastor. Aos seis meses, Sacer desenvolveu poliomielite, que causou a perda de todos os movimentos dos membros abaixo de sua cintura e, por consequência, a impossibilidade de andar. Aos três anos de idade, numa reunião de oração, começou a andar. Anos depois, Sacer ainda relatou dificuldades decorrentes da doença, embora também tenha relatado que viveu um milagre.
Durante a infância, Davi viu seus irmãos tocando violão e cantando. Por conta disso, começou a se interessar pela música. Aos oito anos de idade, com o apoio de sua família, Davi iniciou suas atividades de cantor, quando seu irmão Moisés pediu-lhe que cantasse uma canção. Moisés, que cantava na igreja e era compositor, percebeu uma vocação de seu irmão e chamou-lhe para fazer parte da banda, que só tinha adultos. O cantor se tornou membro de tal grupo, atuando como vocalista. Desde pequeno, Davi Sacer tinha um desejo de gravar um disco. Gravou um três vezes, mas em nenhuma foi para a fábrica.
Durante o ensino médio, Davi Sacer decidiu abandonar os estudos, com a permissão dos pais, para ingressar na Jovens Com Uma Missão (Jocum). No entanto, Davi continuou estudando música e, anos depois, trabalhou como professor dando aulas de canto.

## Carreira

### Início
Aos dezessete anos de idade, ingressou na JOCUM, onde ficou cerca de dois anos. Lá, foi gravado o álbum Minha Porção (1995), onde suas primeiras composições receberam uma gravação. Foi na JOCUM que Davi conheceu Verônica Sacer, sua esposa.
Após isso, trabalhou com Cláudio Claro durante três anos. Sacer atuou em dois discos e participou em duas canções.

### 2002–2006: Toque no Altar
No início da década de 2000, Davi era membro do Ministério Apascentar, uma igreja localizada na cidade de Nova Iguaçu. Lá, atuava como backing. A igreja já tinha lançado dois álbuns, entre eles Vestes de Louvor, lançado em 2000, que foi um fracasso comercial. Após o lançamento da obra, maioria dos instrumentistas e intérpretes deixaram a igreja para frequentar outras. Davi, então, passou a assumir os principais vocais neste período. Na época, o cantor adotou o nome artístico "Sacer" em referência ao termo sacerdote. Até então, seu nome artístico anterior era Davi Oliveira.
Com uma nova formação sendo desenvolvida em meados de 2002 por Marcus Gregório, pastor do Ministério Apascentar, Davi Sacer seria o intérprete do primeiro álbum, cuja produção seria assinada pelo pianista Ronald Fonseca. Nesta época, Sacer e Fonseca conheceram Luiz Arcanjo, que os apresentou a composição "Santo". Os três seriam os compositores majoritários do primeiro álbum lançado em 2003, Toque no Altar. Davi escreveu sozinho "Aleluia, Hosana" e "Te Adoro Senhor" e cantou todas as canções. Toque no Altar foi uma obra bem sucedida comercialmente, vendendo mais de quinhentas mil cópias e fazendo o grupo conhecido no território brasileiro.
Em novembro do mesmo ano, foi lançado o projeto Restituição, que foi gravado em apenas duas semanas. A obra foi gerada na influência de uma campanha ocorrida na igreja sobre restituição. Diferentemente do anterior, o repertório do álbum foi predominantemente escrito apenas por Davi Sacer em parceria com Luiz Arcanjo, que também estreava como vocalista. O disco repetiu o sucesso do anterior, tendo mais de quinhentas mil cópias vendidas.
Em 2005, a banda recebeu várias indicações ao Troféu Talento, tendo vencido em três. "Restitui", escrita por Davi e Luiz Arcanjo foi escolhida como a Música do ano no prêmio. Nesta época, o nome do grupo mudou de Ministério Apascentar de Nova Iguaçu para Toque no Altar, em referência a canção homônima escrita por Arcanjo e Sacer. Nesta época, Davi passou a desenvolver mais funções no grupo. Por sugestão do pastor Marcus Gregório, foi compositor de todas as faixas do álbum seguinte, Deus de Promessas, ao lado de Ronald Fonseca e Verônica Sacer. Também foi a primeira e única vez que o cantor assinou como produtor musical. O trabalho lhe rendeu seu primeiro prêmio individual no Troféu Talento em 2006, tendo vencido na categoria Melhor compositor.
No final de 2005, foi gravado Toque no Altar e Restituição – um DVD contendo as principais canções dos dois primeiros discos da banda, já adotando "Toque no Altar" como nome oficial da banda. Davi e Luiz Arcanjo atuaram como vocalistas, tendo a participação do grupo Raiz Coral em três canções. Com o show, Sacer e seus colegas de banda passaram a ser reconhecidos publicamente. Sob a divisão de vocais definitiva entre Sacer e Arcanjo, foi gravado o álbum Olha pra Mim, cujo lançamento se deu em maio de 2006. A obra foi considerada o auge comercial do grupo. No mesmo ano, Sacer e o grupo fez sua primeira apresentação fora do Brasil, no Japão, e gravou também o DVD Deus de Promessas ao Vivo, lançado em dezembro do mesmo ano.
Na mesma época em que Deus de Promessas ao Vivo foi produzido, a banda passou por conflitos internos. A cúpula da igreja decidiu criar a gravadora Toque no Altar Music, ação que desagradou vários integrantes do grupo, entre eles Sacer. Davi acreditava que o único objetivo dos músicos era formarem um grupo musical e na atividade religiosa, e não como executivos de gravadora. Em entrevista a Revista Eclésia, em 2008, o cantor afirmou que "o negócio estava se tornando muito comercial". Apesar de solicitações dos músicos, Marcus Gregório não abandonou o projeto de criação da gravadora e, com isso, sete integrantes deixaram a banda, incluindo Davi, e decidiram formar um novo grupo, chamado Trazendo a Arca. Isso gerou uma série de conflitos judiciais.

### 2006–2010: Trazendo a Arca e início da carreira solo

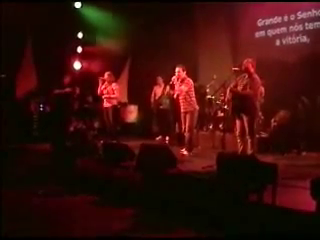
Davi Sacer em apresentação com Trazendo a Arca em Orlando, Estados Unidos, setembro de 2008.

Em 2007, o Trazendo a Arca lançou o álbum Marca da Promessa. Mesmo em torno de polêmicas, o álbum foi mais um sucesso comercial. O trabalho trazia Davi Sacer dividindo os vocais com sua esposa e Luiz Arcanjo, acompanhados de André Mattos, Ronald Fonseca, Deco Rodrigues e Isaac Ramos. A banda foi a grande vencedora no Troféu Talento de 2008, quando venceu em quase todas as categorias indicadas. Davi Sacer ganhou individualmente o prêmio de Intérprete do ano. Ainda em 2007, a banda realizou uma turnê fora do Brasil, e gravou no Japão o trabalho Ao Vivo no Japão.
Em 2008, a banda decidiu não lançar materiais inéditas e focar apenas na gravação de um DVD, gravado no Maracanãzinho, chamado Ao Vivo no Maracanãzinho. Por isso, vários integrantes do grupo começaram a trabalhar em projetos paralelos. Sacer começou a desenvolver um álbum de covers de músicas evangélicas antigas, que acabou se transformando em um disco predominantemente autoral.
Deus não Falhará foi lançado em setembro de 2008 e conteve contribuições de quase todos os integrantes do Trazendo a Arca, e participações de outros músicos, como o guitarrista Duda Andrade, da banda Quatro por Um. O álbum foi lançado pela gravadora Art Gospel e, musicalmente, seguiu o estilo congregacional presente nas canções do Trazendo a Arca. A obra recebeu críticas favoráveis da mídia especializada. Na época, em relação à agenda solo e a do Trazendo a Arca, Davi disse:
O Ministério Trazendo a Arca continua sendo o principal, já tem uma agenda fechada para o ano todo. Só ministramos nos finais de semana. Vou tentar cumprir a minha agenda pessoal durante a semana e em alguns fins de semana, quando não houver evento com o Ministério.
No início de 2009, o Trazendo a Arca começou a trabalhar em um novo registro de inéditas. Pra Tocar no Manto, lançado em junho daquele ano, conteve uma participação menor de Davi Sacer, que contribuiu como compositor apenas nas músicas "Salmo 3", "Dono das Estrelas" e "Caminho de Milagres. O repertório, em grande maioria, foi escrito pelo vocalista Luiz Arcanjo. Sacer fez elogios públicos ao desempenho de Arcanjo na obra, mas anos depois também relatou ter sofrido um bloqueio criativo na época ao afirmar que ele e Verônica Sacer continuaram a compor, mas "eram canções que já não estavam tão conectadas à igreja".
Pouco tempo depois que o projeto foi lançado, Davi resolveu anunciar por conta própria que a banda produziria um álbum baseado no Livro de Salmos. Em uma entrevista do cantor ao Troféu Talento, o artista disse: "Assim que terminamos o CD Pra Tocar no Manto, eu liguei para o funcionário que trabalha no nosso site e disse: Faz um banner e coloca no nosso site, breve CD de Salmos e Cânticos Espirituais. Depois os integrantes do grupo foram me ligando para perguntar e eu respondi coloquei lá porque assim teremos o compromisso de fazer, se não nunca faremos". Salmos e Cânticos Espirituais foi lançado em dezembro de 2009 e se diferenciou dos outros projetos pela participação direta de outros músicos no repertório e na produção, como Wagner Derek e Jamba. Em algumas ocasiões, o músico disse que é um dos seus álbuns favoritos.
Em dezembro daquele ano, Sacer e o Trazendo a Arca encerraram todos os processos judiciais contra o Toque no Altar e se reconciliam com o pastor Marcus Gregório. Por decisão judicial, Davi Sacer e Luiz Arcanjo passaram a ser os detentores da marca "Toque no Altar" e receberam indenização pelos conflitos judiciais. Pela amenização das relações, Davi e Verônica voltaram a frequentar cultos no Ministério Apascentar. Mais tarde, o cantor relatou que essa reaproximação estimulou-os a tomar a decisão de serem membros da igreja novamente, ação que foi publicamente divulgada no final de maio daquele ano.
Em abril de 2010, durante a turnê de Salmos e Cânticos Espirituais, o casal contou aos demais integrantes que estariam deixando o Trazendo a Arca. A banda publicou um comunicado afirmando que Verônica e Davi estavam deixando o grupo para seguir carreira solo, que a saída era pacífica e tinha a total aprovação dos colegas.

### 2010–2014: Parceria com Kleyton Martins

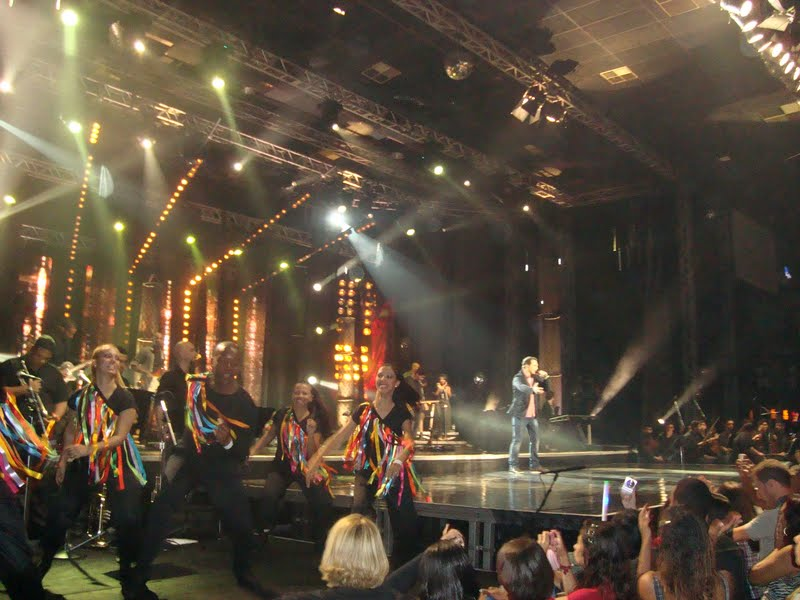
Show de gravação do álbum No Caminho do Milagre, em 2011

Ao sair do Trazendo a Arca, Davi Sacer afirmou que, embora fosse conhecido por várias canções da banda, sua trajetória voltou à "estaca zero". Em suas primeiras apresentações, misturou canções do seu primeiro álbum solo, Deus não Falhará, com músicas do Trazendo a Arca. No entanto, partiu para a produção de um segundo trabalho. Diferentemente de todos as obras antecessoras de sua carreira, Sacer optou por gravar músicas de outros compositores, como Davi Fernandes e Jill Viegas. Confio em Ti foi gravado com a produção musical compartilhada entre o tecladista Kleyton Martins e o baixista Marcos Natto, e conteve uma canção escrita por Sacer em parceria com Ronald Fonseca e Deco Rodrigues, do Trazendo a Arca, chamada "Oração com Fé".
Confio em Ti recebeu críticas favoráveis, foi indicado ao Troféu Promessas de Melhor CD e foi distribuído pela gravadora Art Gospel. Em seguida, Davi planejou gravar um DVD ao vivo. No entanto, a estrutura limitada da gravadora fez com que o cantor fizesse um acordo de interrupção temporária do contrato. Em 2011, o músico assinou com a gravadora Som Livre para a produção do álbum ao vivo No Caminho do Milagre, também produzido por Kleyton Martins. Neste projeto, o intérprete decidiu revisitar alguns dos principais hits do Trazendo a Arca, como "Restitui", "O Chão Vai Tremer", "Sobre as Águas" e até faixas menores, como "Me Rendo" (do álbum Ao Vivo no Japão) e duas inéditas, "O Deus que Surpreende" e No Caminho do Milagre".  A versão em DVD também conteve canções do álbum Confio em Ti e Deus não Falhará. O show foi gravado na Via Show e dirigido por Hugo Pessoa, que tinha trabalhado em projetos como Toque no Altar e Restituição e Ao Vivo no Maracanãzinho.
Em novembro de 2011, ocorreu o Festival Promessas, um evento de música cristã promovido pela Rede Globo na cidade do Rio de Janeiro. O show foi transmitido na televisão dias depois e teve a participação Davi Sacer entre os principais artistas. Na edição transmitida pela emissora, o músico cantou "Tua Graça me Basta" e "Restitui".
Ainda no mesmo ano, por um convite de Marcus Gregório, Davi e Verônica Sacer gravaram o disco Ao Deus das Causas Impossíveis, do Apascentar de Louvor, antigo Toque no Altar. A participação do casal ocorreu por conta da saída de Rafael Bitencourt, antigo vocalista do grupo. Durante o tempo de sua saída, a banda ficou sem vocais. Em fevereiro de 2012, Sacer gravou o DVD Ao Deus das Causas Impossíveis na Via Show, onde apresentou ao público Alexandre Dias, o próximo vocalista da banda. No entanto, o show teve o lançamento cancelado e o Apascentar de Louvor estreou outra formação anos depois.
Após lançar No Caminho do Milagre, Davi retornou ao contrato com a Art Gospel, que previa o lançamento de mais um álbum, que seria Às Margens do Teu Rio. O projeto manteve a tendência de Confio em Ti em ter uma participação menor de Davi Sacer no processo de composição em comparação ao tempo em que era integrante do Trazendo a Arca. No álbum, Sacer gravou composições de Anderson Freire e do ex-colega de banda Luiz Arcanjo, além dos já gravados Davi Fernandes e Jill Viegas. Embora Davi Sacer tenha definido o álbum como diferente de tudo o que ele tinha produzido anteriormente, o projeto recebeu avaliações mistas da mídia especializada. Logo depois, o Trazendo a Arca produziu o álbum Na Casa dos Profetas, que conteve uma canção com co-autoria de Davi Sacer chamada "Magnífico Deus".
Após encerrar o contrato com a Art Gospel, Davi Sacer partiu para a produção de um álbum inédito, desta vez pela Som Livre. O cantor viajou para os Estados Unidos com Kleyton Martins e Verônica Sacer, onde gravaram Venha o Teu Reino e o primeiro álbum solo de Verônica, Devo Segui-Lo. A obra inaugurou diferenças em relação aos projetos anteriores, pela sonoridade mais pop rock, a participação de outros compositores como David Cerqueira, Marcos Brunet e Stênio Marcius, bem como letras menos focadas em provisão divina, o que lhe garantiu comparações com Pra Tocar no Manto, do Trazendo a Arca. O disco foi lançado em 21 de abril e recebeu avaliações positivas, chegando a ser apontado, por seu influência pop e rock, como o primeiro álbum da carreira de Sacer musicalmente desvinculado da sonoridade que o fez conhecido no Trazendo a Arca.

### 2015–2019: Reencontro com Ronald Fonseca e parceria com André Cavalcante

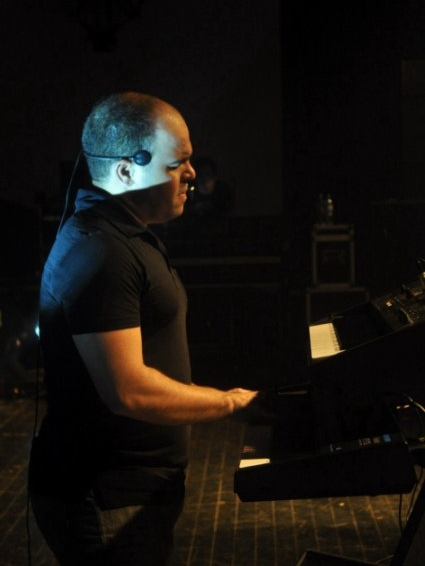
O tecladista Ronald Fonseca, um dos fundadores do Trazendo a Arca, produziu vários álbuns de Sacer em carreira solo

Em 2015, o artista se reuniu com Ronald Fonseca, ex-tecladista do Trazendo a Arca e produtor do álbum Deus não Falhará, para a gravação de um disco ao vivo. Desta vez, Davi Sacer decidiu cantar um repertório inédito em show, gravado no Rio de Janeiro, que resultou no álbum Meu Abrigo, lançado no final do mesmo ano. Além das novas canções, o cantor regravou "Venha o Teu Reino", "Quero Ser Como Tu", gravada originalmente pelo Trazendo a Arca no álbum Na Casa dos Profetas (2012) e "Digno É o Senhor", do cantor Lucas Souza. A canção "Meu Abrigo" chegou a ser uma das mais executadas nas rádios brasileiras do segmento religioso em 2016 e o projeto foi apontado como um dos pontos altos da carreira solo do cantor.
Em 2016, Ronald Fonseca convidou Davi Sacer e Luiz Arcanjo para regravarem a música "Se a Nação Clamar", do álbum Restituição. Foi a primeira gravação de Davi e Luiz juntos desde 2009. A faixa ainda recebeu a participação de outros artistas, como Fernandinho, Daniela Araújo, Marcus Salles e Nívea Soares.
Ainda em 2016, Sacer iniciou a produção de um novo disco de inéditas, anunciado em 2017, de título DNA. O projeto foi produzido por André Cavalcante, que fora guitarrista em Meu Abrigo, e foi antecedido pelos singles "Acende o Fogo" e "Aleluia". O álbum também recebeu as regravações de "Meu Lugar É no Altar", "Espaço pra Deus", "DNA" e "Deus das Causas Impossíveis", originalmente gravadas no Ao Deus das Causas Impossíveis (2011). O projeto trouxe as participações de Verônica Sacer e Dennis Cabral.
Em 2018, Davi decidiu comemorar sua carreira desde o Toque no Altar com o álbum ao vivo 15 Anos, cujo lançamento se deu em julho de 2019. Registrado nos estúdios da Som Livre no Rio de Janeiro, o projeto reuniu canções de Sacer originalmente gravadas com os integrantes do Trazendo a Arca com novas roupagens. O trabalho foi produzido pelo tecladista Ronald Fonseca com co-produção do guitarrista André Cavalcante. Além disso, a obra incluiu a participação de vários músicos, entre eles Simone Mendes (da dupla Simone & Simaria), Clovis Pinho, Daniela Araújo, Ton Carfi e DJ PV. O projeto também conteve canções nunca regravadas em carreira solo por Davi, como "Correndo pros Teus Braços" (do álbum Olha pra Mim) e "Em Ti Esperarei" (do álbum Salmos e Cânticos Espirituais).

### 2019–atualmente: Reunião com Trazendo a Arca, inéditas e regravações
Quando lançou o álbum 15 Anos, Davi Sacer anunciou que faria uma gravação com os integrantes do Trazendo a Arca. Sua ex-banda estava em uma turnê de encerramento da carreira. Em um dos shows, Verônica Sacer chegou a fazer uma participação. Ao mesmo tempo, Davi estava preparando um novo álbum de inéditas, a ser gravado ao vivo em 14 de abril de 2020. Mas, com a pandemia de COVID-19, anunciou o cancelamento da gravação.
Durante o processo de distanciamento social ocasionado pela pandemia, Sacer fez aparições virtuais com Luiz Arcanjo. O cantor anunciou um show virtual tendo o vocalista do Trazendo a Arca como participação especial. Depois disso, os músicos anunciaram que Davi Sacer, Verônica Sacer e Ronald Fonseca se reuniriam com o grupo para um show virtual. A apresentação, que ocorreu em 2 de maio, acabou se transformando em um álbum chamado O Encontro, lançado pela Som Livre. Na ocasião, Davi Sacer gravou a canção "Entre a Fé e a Razão" como intérprete pela primeira vez. A faixa foi originalmente gravada e lançada pelo Trazendo a Arca após sua saída da banda. Após o lançamento do álbum, Sacer afirmou que estaria disposto a participar de uma turnê da formação original do Trazendo a Arca pelo Brasil.
Meses depois, Davi Sacer voltou a trabalhar em seu outro álbum, cujo título se tornou Um Pedido. A obra foi gravada em outubro de 2020 e lançada no mês seguinte pela gravadora Som Livre. No projeto, o músico voltou a trabalhar com o tecladista Kleyton Martins e com o baixista Marcos Natto. Além disso, Davi chegou a mencionar que sua reunião com o Trazendo a Arca se refletiu no disco. Além de trazer "Rei da Glória", composição inédita de Luiz Arcanjo, o cantor regravou a canção "Dono das Estrelas", originalmente gravada pela banda no álbum Pra Tocar no Manto (2009).
Em 2021, Sacer decidiu mais uma vez mudar a produção musical de seu trabalho. Desta vez, ao invés de trabalhar novamente com músicos do Rio de Janeiro, o cantor gravou com Abel Santos, conhecido como ABEE, em São Paulo. Com o produtor, Davi apresentou o single inédito "Tudo Podes", que ganhou uma sonoridade mais pop do que de costume do músico. Na época, Sacer disse: "Eu gravei este projeto em São Paulo. É a primeira vez que eu gravo um projeto de uma canção minha nos estúdios em São Paulo, com músicos paulistas. Fiquei muito feliz de ter o Cleverson [Silva] tocando bateria, o Ted [Furtado] tocando baixo e de ter o ABEE produzindo este trabalho. Foi muito especial para mim". A parceria se manteve em fevereiro de 2022, com lançamento do EP Davi Sacer e Amigos. Com a inédita "Deus É Conosco" e duas regravações do Trazendo a Arca, o projeto trouxe a participação da dupla sertaneja Simone & Simaria.
Em março de 2022, depois de 11 anos de contrato com a Som Livre, o artista assinou contrato artístico com a gravadora evangélica Todah Music, e partiu para a gravação de músicas inéditas. Pela primeira vez, Davi Sacer trouxe influências pentecostais, com singles produzidos por Tiago Oliveira como "Foi Deus" e "Deus Faz Milagre". O cantor também lançou em 2022 uma gravação inédita de "Lembra Senhor", do Trazendo a Arca, com participação de Jessé Aguiar. Apesar de ter co-autoria do cantor, foi a primeira vez que Sacer cantou a música como intérprete principal.
Em setembro de 2023, comemorando 20 anos do álbum Toque no Altar, Davi Sacer lançou o projeto Especial 20 Anos ao lado de Verônica Sacer. O projeto reuniu músicas da trajetória dos intérpretes com o Trazendo a Arca, como "Sete Vezes Mais", "Invoca-Me" e "Serás Sempre Deus" com participação do baterista André Mattos e do baixista Deco Rodrigues, ambos do Trazendo a Arca, além do ex-integrante Ronald Fonseca. Sacer também contemplou músicas de sua carreira solo, como "Minh'alma Te Deseja" e "Te Amo Jesus".
Em 2024, o cantor liberou o álbum de inéditas Tu És Bom, gravado ao vivo na Igreja Comunidade das Nações em Fortaleza com produção musical de Kleyton Martins. O repertório reuniu composições autorais de Sacer com parceiros recorrentes como Verônica Sacer, Ronald Fonseca, Luiz Moreira, além da canção "Tu És Bom", composição de Samuel Messias.
Após lançar dois álbuns pela gravadora, Davi Sacer decide não renovar mais e após três anos de Todah Music, sai de lá e assina com a Universal Music em abril de 2025, sendo a maior gravadora fonográfica do mundo.

## Vida pessoal

### Relacionamento com Verônica Sacer
Davi Sacer é casado com Verônica Sacer. Os dois se conheceram através de uma amiga comum, chamada Eliane. Ele estudava na JOCUM, e Verônica ingressaria em tal escola. Como o cantor e Eliane estudavam juntos, formaram na mesma ocasião. Então, sua futura esposa o conheceu em tal formatura, e em um tempo depois faziam parte do mesmo grupo de louvor. Juntos, tiveram dois filhos: Breno e Maressa.
Em uma entrevista, Verônica Sacer conta que, antes do nascimento de Breno, quando o casal havia completado quatro anos de matrimônio, ambos decidiram que era o momento de terem o primeiro filho. Passou dois anos, mas o casal não havia tido êxito. Preocupada, ela realizou exames, entretanto confirmaram que a cantora não tinha nenhum problema de saúde. Foi então que Davi decidiu se consultar, e foi constatado que havia um problema que o impediria de engravidar sua esposa, com o risco de se tornar estéril. Então, o músico decidiu se submeter a uma cirurgia, mesmo não tendo a certeza de que traria resultados positivos. Após quatro meses da realização da cirurgia, Verônica estava grávida.
Ainda estando no Toque no Altar, o cantor confessou à sua liderança ter cometido um adultério, o que foi uma surpresa para os membros da igreja quando Marcus Gregório anunciou o fato em um culto e que Davi seria afastado de todos os cargos na igreja. A liderança do grupo musical do Apascentar, a partir daquele momento, passou a ser de Luiz Arcanjo. Apesar disso, após certo tempo, Davi voltou ao grupo e foi perdoado.

### Relacionamento com integrantes do Trazendo a Arca
Ao longo da carreira solo e em banda, integrantes do Trazendo a Arca foram parceiros recorrentes de Davi Sacer, com Luiz Arcanjo e Ronald Fonseca sendo os colaboradores mais frequentes. Em 2008, em entrevista à Revista Eclésia, Luiz disse que "O Davi é um cara tranquilo, um irmão com quem podemos dividir lutas e vitórias". Após a saída do cantor do grupo, Arcanjo continuou a fazer elogios a Sacer e a parceria que desenvolveram. Em 2015, em entrevista ao Super Gospel, afirmou que "Davi ainda é um amigo e irmão... Hoje a dificuldade que temos são nossas agendas, mas quem sabe um dia não conseguimos sentar e compor juntos? Não seria impossível".
Em algumas ocasiões da carreira solo, Davi Sacer também gravou com o baixista Deco Rodrigues e o baterista André Mattos. Sobre os dois, o cantor disse: "André Mattos, na bateria, um profissional único nesse instrumento. Deco Rodrigues, um dos baixistas mais expressivos e melódicos que conheço. O primeiro instrumento de estudo dele foi o violão clássico e Deco compõe melodias lindas, muitas das canções do Toque no Altar eram do Deco. Ele tem um jeito de tocar contrabaixo que é único!".

### Posições políticas
Nas eleições de 2022, o músico cogitou candidatar-se a deputado estadual por São Paulo pelo Avante, mas renunciou a candidatura antes do processo.
Após o pleito presidencial de 2022, Davi teve sua conta no Twitter suspensa por compartilhar o endereço do hotel onde ministros do Supremo Tribunal Federal estavam hospedados, durante evento em Nova Iorque. Em 2024, uma reportagem publicada pela Folha de S.Paulo indica que o bloqueio de Sacer dividiu opiniões entre juízes e que o ministro Alexandre de Moraes decidiu pelo bloqueio da rede do cantor após abordagem do então deputado federal Alexandre Frota. O cantor também foi citado em conta criada pelo X cujo conteúdo afirmava que "a ordem de Moraes não apresentava justificativas e exigia a censura das contas de mídia social de Sacer em apenas 2 horas, em violação à Constituição Brasileira".

## Discografia
- Deus não Falhará (2008)
- Confio em Ti (2010)
- No Caminho do Milagre (2011)
- Às Margens do Teu Rio (2012)
- Venha o Teu Reino (2014)
- Meu Abrigo (2015)
- DNA (2017)
- 15 Anos (2019)
- O Encontro (2020)
- Um Pedido (2020)
- Especial 20 Anos (2023)
- Tu És Bom (2024)

## Estilo musical e influências

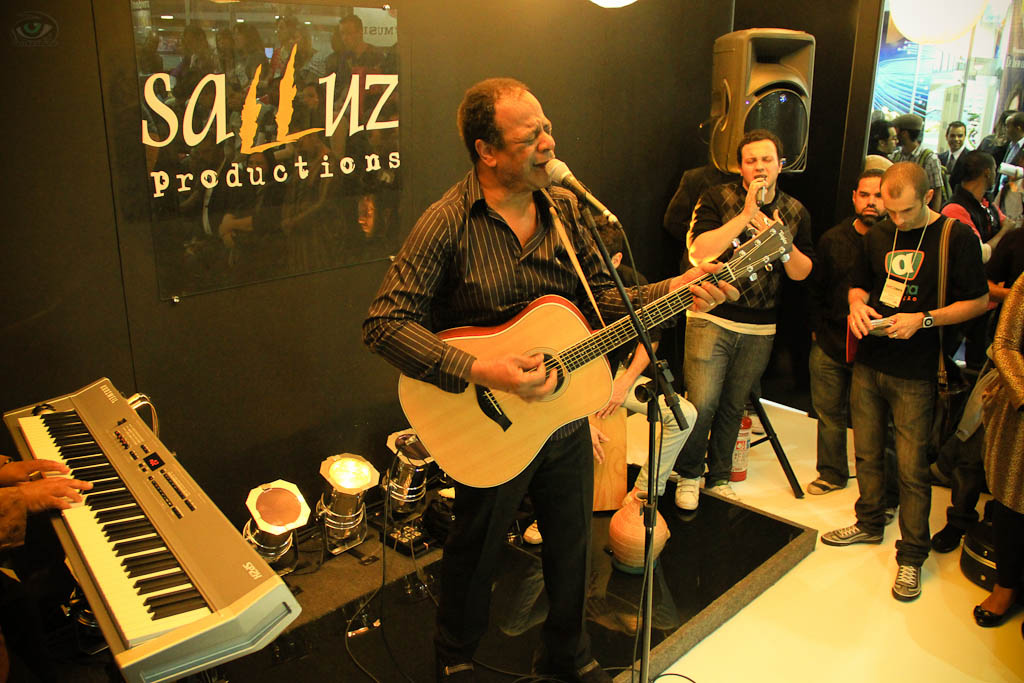
Adhemar de Campos, uma das influências de Davi Sacer.

Por fazer parte de uma família evangélica, Davi Sacer foi influenciado pela música cristã contemporânea brasileira, sobretudo das décadas de 1970 e 1980. Nos grupos em que atuou antes de chegar à carreira solo, o canto congregacional era um gênero presente e marcante em tais bandas, também mesclando outras influências como o pop rock, soft rock e adulto contemporâneo. De um ponto de vista lírico, a música do Toque no Altar, com participação de Sacer, introduziu músicas com letras horizontais, focadas na experiência humana, como "Olha pra Mim" e "Restitui". Isso fez com que críticos associassem algumas composições de Davi e colegas como influenciadas pelo neopentecostalismo e, sobretudo, a teologia da prosperidade.
Em entrevistas, Sacer citou vários artistas do cenário evangélico que o influenciou na infância e na vida adulta. Entre eles, artistas como Grupo Logos, Antônio Cirilo, David Quinlan, Nívea Soares, Adhemar de Campos, Sérgio Lopes, Oséias de Paula e a banda Diante do Trono. Ele também afirmou que sua maior influência vocal é o cantor Victorino Silva. Em 2008, Davi disse em entrevista que não ouvia música não-cristã.
Em uma entrevista à Revista Eclésia, o artista declarou que não gosta de compor canções baseadas em acontecimentos de sua vida, pois acredita que o ser humano tem a tendência de pôr suas angústias pessoais mais que a inspiração divina nas músicas. Para compor uma canção, Sacer contou que aconteceu de várias formas em sua trajetória, em algumas ele separa tempo para meditação na Bíblia e oração, até encontrar algo que lhe dê atenção, ou em conversas com outras pessoas sobre assuntos bíblicos ou por momentos de oração. O cantor também chegou a dizer que parte do seu estilo de composição foi influenciado pelas parcerias múltiplas que desenvolveu no Trazendo a Arca com Fonseca, Arcanjo e Rodrigues.

## Reconhecimento
Durante o tempo em que esteve nos grupos Toque no Altar e Trazendo a Arca, as bandas somaram 36 indicações ao Troféu Talento. Das 36, Davi recebeu sete individualmente, vencendo em três, nas categorias Melhor compositor (2006), Melhor intérprete masculino (2007) e Melhor intérprete masculino (2008). Em carreira solo, recebeu três indicações ao Troféu Promessas em 2011, sendo finalista em Melhor cantor, tendo perdido na segunda fase.
Como compositor, venceu quatro vezes consecutivas na categoria Música do ano no Troféu Talento, com "Restitui" (em parceria com Luiz Arcanjo), "Deus de Promessas" (com Ronald Fonseca e Verônica Sacer), "Olha pra Mim" (com Luiz) e "Marca da Promessa" (com Luiz, Ronald e Deco Rodrigues). Em 2009 a música, "Caminho de Milagres", escrita por Davi, Luiz, Ronald e Aline Barros, também gravada pela cantora, também foi indicada ao prêmio.
Contando as vendas no tempo em que atuou no Trazendo a Arca e Toque no Altar, Davi Sacer vendeu mais de 4 milhões de cópias no Brasil e soma um público de milhão de pessoas em seus espetáculos a cada ano.